# Brainerd
Brainerd é uma cidade localizada no estado americano de Minnesota, no Condado de Crow Wing.

## Demografia
Segundo o censo americano de 2000, a sua população era de 13.178 habitantes. 
Em 2006, foi estimada uma população de 13.722, um aumento de 544 (4.1%).

## Geografia
De acordo com o United States Census Bureau tem uma área de 
21,9 km², dos quais 20,7 km² cobertos por terra e 1,2 km² cobertos por água. Brainerd localiza-se a aproximadamente 363 m acima do nível do mar.

## Localidades na vizinhança
O diagrama seguinte representa as localidades num raio de 20 km ao redor de Brainerd. 